# (55636) 2002 TX300
2002 تي أكس 300 (ويعرف أيضًا باسم (55636) 2002 تي أكس 300 وفق تسمية الكوكب الصغير) (بالإنجليزية: 2002 TX300)‏ هو كويكب ضمن حزام الكويكبات؛ وترتيبه 55636 من حيث الاكتشاف.
اكتُشف هذا الجُرم الفلكي بواسطة تعقب الأجرام القريبة من الأرض في 15 أكتوبر 2002.

## وصلات خارجية
- (55636) 2002 TX300 في قاعدة بيانات مختبر الدفع النفاث لأجرام النظام الشمسي الصغيرة

- الاكتشاف · مخطط المدار ·  العناصر المدارية · المعلمات المادية

- (55636) 2002 TX300 على موقع ويكي سكاي: DSS2, SDSS, GALEX, IRAS, Hydrogen α, X-Ray, Astrophoto, Sky Map, Articles and images